# Seahorse (U-Boot, 1933)
HMS Seahorse (Kennung: 96S) war ein U-Boot der britischen Royal Navy im Zweiten Weltkrieg.

## Geschichte
siehe: Geschichte der Swordfish-Klasse und detaillierte Geschichte der S-Klasse
Die Seahorse (engl.: Seepferdchen) gehörte zur ersten Gruppe der erfolgreichen S-Klasse. Dieses Baulos wird auch als Swordfish-Klasse bezeichnet. Sie wurde am 14. September 1931 auf der Marinewerft Chatham auf Kiel gelegt, lief am 15. November 1932 vom Stapel und wurde von der Royal Navy am 2. Oktober 1933 in Dienst gestellt.
Im September 1938 kollidierte die Seahorse mit dem britischen Zerstörer Foxhound und erlitt Beschädigungen.
Nach dem Beginn des Krieges wurde das U-Boot in der Nordsee eingesetzt. Am 17. September 1939 griff die Seahorse auf der Position 56° 42′ N, 0° 52′ O das deutsche U-Boot U 36 erfolglos an. Alle vier Torpedos verfehlten ihr Ziel.
Die Seahorse lief am 26. Dezember 1939 unter dem Kommando von Lt. Dennis Staunton Massy-Dawson aus ihrer Basis in Blyth aus, um westlich von Jütland zu patrouillieren. Die Feindfahrt sollte bis zum 9. Januar 1940 dauern. Seit dem Verlassen der Basis gab es keinen Kontakt mehr mit dem U-Boot. Die Position und Umstände des Verlustes sind bis heute nicht restlos geklärt.
Laut Berichten der Kriegsmarine sichteten am 7. Januar 1940 Einheiten der 1. Minensuchflottille 15 Seemeilen nordwestlich von Helgoland auf der Position 54° 19′ N, 7° 30′ O ein U-Boot. Das nach der Sichtung abgetauchte U-Boot wurde mehrfach mit Wasserbomben angegriffen und wahrscheinlich vernichtet. Aufkommender Nebel verhinderte eine weitere Aufklärung und die Sichtung eventueller Trümmerteile. Vermutlich handelte es sich bei diesem unidentifizierten U-Boot um die Seahorse.
Nach einer alternativen Theorie wurde die Seahorse schon am 27. Dezember 1939 von dem deutschen Sperrbrecher IV/Oakland gerammt und versenkt.